# Mike Summerbee
Mike Summerbee (født 15. december 1942 i Preston, England) er en tidligere engelsk fodboldspiller, der spillede som kantspiller eller alternativt angriber. Han var på klubplan primært tilknyttet Swindon og Manchester City, men havde også ophold hos Burnley, Blackpool og Stockport. Med Manchester City var han med til at vinde både det engelske mesterskab og Pokalvindernes Europa Cup.
Summerbee blev desuden noteret for otte kampe og én scoring for Englands landshold. Han repræsenterede sit land ved EM i 1968.

## Titler
Engelsk 1. division
- 1968 med Manchester City

FA Cup
- 1969 med Manchester City

Pokalvindernes Europa Cup
- 1970 med Manchester City

Charity Shield
- 1969 med Manchester City